# Изабелла Баварская (роман)
«Изабелла Баварская» (фр. Chroniques de France: Isabel de Bavière) — первый роман Александра Дюма-отца, опубликованный в 1835 году. Его действие происходит во время Столетней войны. Продолжением романа стала новелла «Правая рука кавалера де Жиака».

## Сюжет
Действие «Изабеллы Баварской» происходит во Франции в конце XIV — начале XV веков, во время Столетней войны. Исторический материал автор почерпнул из записок Фруассара, «Хроники времён Карла VI» Ювенала Юрсина, «Истории герцогов Бургундских» Проспера де Баранта. Дюма рассказывает о сумасшествии короля Карла VI, о распре между арманьяками и бургиньонами, о поражениях французов от англичан, которые едва не привели к падению французской монархии. Заглавная героиня, жена Карла VI Изабелла Баварская, выведена здесь как отрицательный персонаж: она преследует исключительно собственные интересы, не заботясь о беспомощном муже.
«Изабелла Баварская» стала первым романом в творчестве Александра Дюма-отца. Она включает 10 новелл из цикла «Исторические сцены». Впоследствии Дюма продолжил одну из сюжетных линий этой книги в новелле «Правая рука кавалера де Жиака»: главный герой здесь принимает заслуженную кару за месть герцогу Бургундскому Жану Бесстрашному и собственной жене. В 1856 году Дюма совместно с Ксавье де Монтепеном написал по мотивам романа пьесу «Башня Сен-Жак-ла-Бушри».